# Mecotropis
Mecotropis är ett släkte av skalbaggar. Mecotropis ingår i familjen plattnosbaggar.

## Dottertaxa tillMecotropis, i alfabetisk ordning[1]
- Mecotropis annulipes
- Mecotropis arcifer
- Mecotropis arduus
- Mecotropis aulax
- Mecotropis bipunctatus
- Mecotropis brevirostris
- Mecotropis caelestis
- Mecotropis catoxanthus
- Mecotropis chlorizans
- Mecotropis cinerascens
- Mecotropis cordiger
- Mecotropis crassicollis
- Mecotropis cylindricus
- Mecotropis duplicatus
- Mecotropis ephippium
- Mecotropis fruhstorferi
- Mecotropis gardineri
- Mecotropis gardneri
- Mecotropis glaucus
- Mecotropis guttifer
- Mecotropis hieroglyphicus
- Mecotropis hieroglyphieus
- Mecotropis icanus
- Mecotropis insignis
- Mecotropis maculosus
- Mecotropis marmoreus
- Mecotropis megaspis
- Mecotropis mindorensis
- Mecotropis nigropicturatus
- Mecotropis nigropictus
- Mecotropis nigropunctatus
- Mecotropis ordinatus
- Mecotropis pantherinus
- Mecotropis pardalis
- Mecotropis philippus
- Mecotropis retipennis
- Mecotropis samarensis
- Mecotropis similis
- Mecotropis spilosa
- Mecotropis tonkinianus
- Mecotropis variegatus
- Mecotropis whiteheadi
- Mecotropis vitalis
- Mecotropis vitticollis
- Mecotropis xanthomelas